# Draženci
Draženci so naselje v Občini Hajdina.